# Anna Rapp (Handballspielerin)
Anna Rapp (* 21. Juni 1972 als Anna Ljungdahl) ist eine ehemalige schwedische Handballspielerin, die dem Kader der schwedischen Nationalmannschaft angehörte.

## Karriere

### Im Verein
Rapp begann das Handballspielen im Jahr 1981 in der Jugendabteilung des schwedischen Vereins Skuru IK. Im Jahr 1991 gewann sie mit Skuru die schwedische Jugendmeisterschaft. Ihr Erstligadebüt für die Damenmannschaft von Skuru gab sie im Jahr 1989 auf der Position Linksaußen. Der damalige Trainer Göran Hjortman schulte sie zur Kreisspielerin um. Mit Skuru gewann sie im Jahr 2001 erstmals die schwedische Meisterschaft. Anschließend ging sie in der Saison 2001/02 für den spanischen Erstligisten Rocasa Gran Canaria auf Torejagd. Kurz nachdem sie anschließend wieder zum Skuru IK zurückgekehrt war, wurde sie erstmals schwanger. Nach ihrer Rückkehr gewann sie 2004 und 2005 zwei weitere schwedische Meistertitel. Auch aufgrund ihrer zweiten Schwangerschaft im Jahr 2005 beendete sie ihre Karriere. Für Skuru erzielte sie 1132 Treffer in 351 Spielen. Im Jahr 2016 gab sie im Alter von 44 Jahren ein kurzes Comeback für den schwedischen Zweitligisten Lidingö SK.

### In Auswahlmannschaften
Rapp lief zwischen 1994 und 2005 insgesamt 160-mal für die schwedische Nationalmannschaft auf. Mit der schwedischen Auswahl belegte sie bei der Weltmeisterschaft 2001 den achten Platz. Weiterhin gehörte sie dem schwedischen Aufgebot bei der Europameisterschaft 2004 an.

### Nach der aktiven Karriere
Rapp, die die Trainerlizenzen Master Coach und EHF Pro Coach Licence besitzt, trainierte zwischen 2005 und 2010 die schwedischen Nachwuchsnationalmannschaften der Jahrgänge 1988/89 sowie 1990/91. In den Jahren 2007 und 2008 war sie als TV-Expertin tätig. Im November 2017 wurde Rapp zur Schatzmeisterin der Internationalen Handballföderation (IHF) gewählt, wodurch sie zur ersten Frau im Exekutivkomitee der IHF wurde.